# 삼성 갤럭시 탭 S2 9.7
삼성 갤럭시 탭 S2 9.7는 삼성전자의 태블릿 PC이다.

## 같이 보기
- 삼성 갤럭시 탭 시리즈
- 삼성 갤럭시 S 시리즈